# Akinobu Uraka
Akinobu Uraka (有楽彰展) és un dibuixant de manga nascut a la Prefectura de Hyogo, Japó el 22 de setembre de 1977. La seva obra més coneguda és Tokyo Underground. Uraka va guanyar un dels dos grans premis en la quarta entrega d'Enix 21st Century Manga Awards el 1997 pel seu treball Yojō Maho Shoriban (l'altre guanyador va ser Diachiken Ise). Aquesta història va ser posteriorment publicada el 1997 en el nombre febrer Monthly G Fantasy.
El 2002, Tokyo Underground va ser adaptat a una sèrie anime, transmès pel canal TV Tokyo. Uraka va fer una aparició com un estudiant en el primer episodi de la sèrie.

## Mangues
- Yojō Mahō Shoriban (余剰魔法処理班) (1997, Monthly G Fantasy)
- Tokyo Underground (14 volums, gener de 1998 - març de 2005, Monthly Shōnen Gangan)
- Onikiri-sama no Hakoiri Musume (irregularment des de juliol de 2006 en Monthly Shōnen Gangan)